# Protéranthe

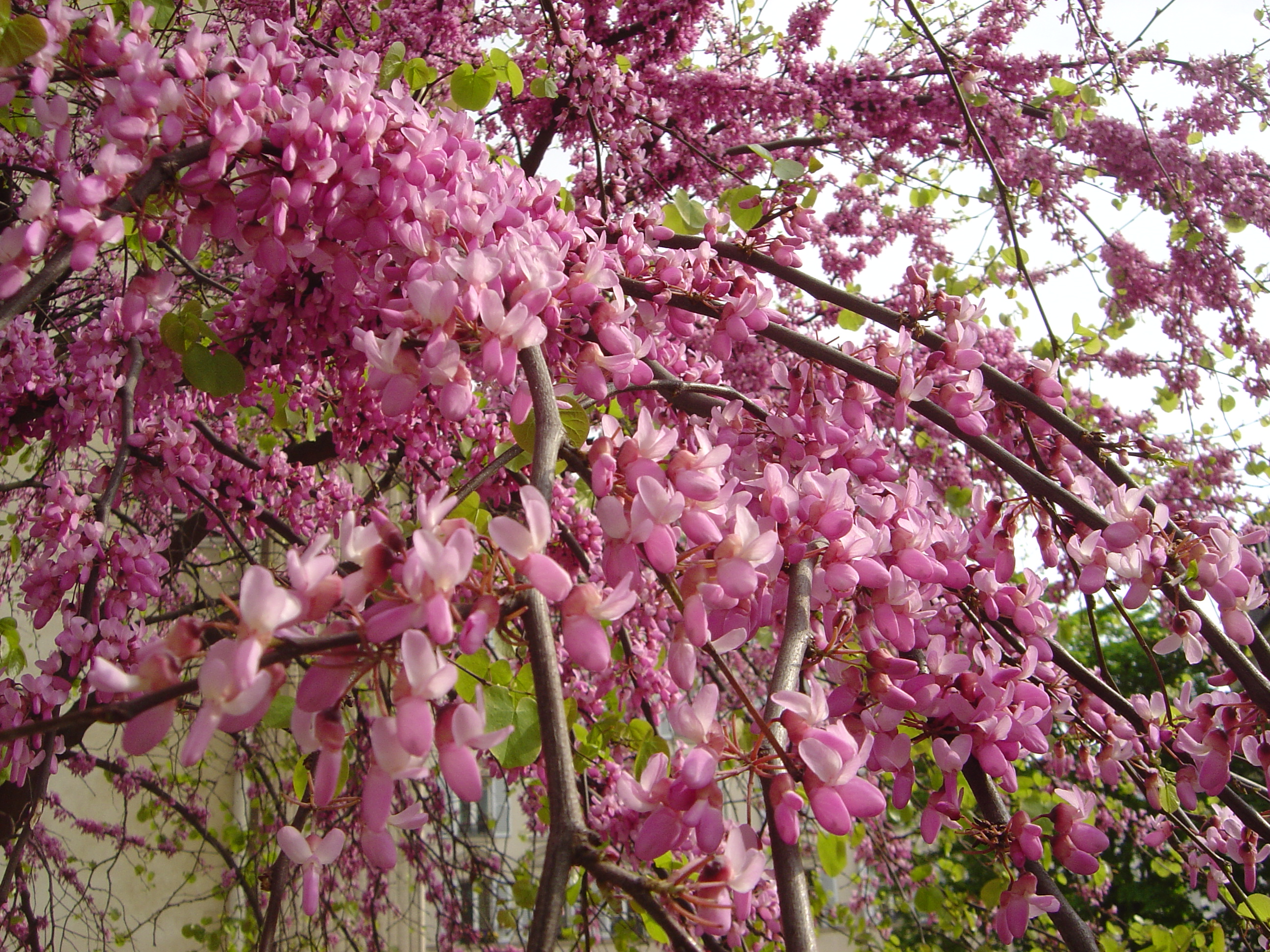
L’arbre de Judée est une plante protéranthe.

Une plante protéranthe est une plante dont les fleurs apparaissent avant les feuilles. 

## Étymologie
L'adjectif protéranthe vient du grec ancien proteros (πρότερος / proteros) qui signifie premier et de anthos (ἄνθος / ánthos ), qui veut dire fleur.

## Rareté relative
Les plantes protéranthes sont relativement rares dans la nature mais paradoxalement très visibles. En effet, comme le note le botaniste Henri Coupin : 
« Généralement, les fleurs apparaissent après les feuilles, ou plutôt pendant la période de plus grande vigueur de celles-ci. Les exceptions sont assez rares; mais, comme elles sont relatives à des espèces vulgaires, elles paraissent beaucoup plus fréquentes qu'elles ne le sont en réalité. »

## Exemples
Le pêcher, l'orme, le tussilage, certaines azalées, le cognassier du Japon et l'arbre de Judée sont des plantes protéranthes.

### Pages connexes
- Glossaire de botanique
- Floraison

### Sources
- Émile Littré, Dictionnaire de la langue française, vol. 3 (1872–1877) Voir en ligne
- Henri Coupin, Les plantes originales, p.111 (1904) Voir en ligne